# اللفلف (ريمة)

تعديل مصدري - تعديل

قرية اللفلف

هي إحدى قرى عزلة الجبوب الواقعة ضمن مديرية كسمة التابعة لمحافظة ريمة، بلغ تعداد سكانها (1387) نسمة حسب تعداد اليمن لعام 2004.

## المحلات التابعة للقرية
- بيت الكدحه
- ملهو
- حقله
- عمق
- مدحجيه
- نيه
- القرعة
- عشعش
- علله
- المعاليف
- الدارالجنوبي
- بيت فاريه
- ايرمه
- حرص
- الصهير
- بيت معسره
- دي معشر

## روابط خارجية
- الدليل الشامــل